# Penapali
Penapali is een bestuurslaag in het regentschap Bima van de provincie West-Nusa Tenggara, Indonesië. Penapali telt 1156 inwoners (volkstelling 2010).